# Віктор Прессентін фон Рауттер
Віктор Прессентін фон Рауттер (нім. Viktor Pressentin von Rautter; 8 травня 1896 — 31 травня 1918) — німецький льотчик-ас Першої світової війни, лейтенант Прусської армії. Кавалер золотого хреста «За військові заслуги».

## Біографія
Після служби в 3-му гвардійському, уланському полку 1 серпня 1917 він був направлений в 14-й армійський льотний парк, з якого 24 вересня, його послали в 5-й льотний запасний дивізіон для проходження підготовки на пілота.
Фон Прессентін також пройшов в січні 1918 році Школу спостерігачів в Кенігсберзі, а вже звідти в лютому був направлений в училище винищувальної авіації. Він був визначений під час випуску в 59-ту винищувальну ескадрилью, але через три дні отримав перепризначення в 4-ту винищувальну ескадрилью.
Фон Прессентін залишався в цій ескадрильї, в травні навіть тимчасово виконував обов'язки її командира, поки 31 травня не загинув у палаючому літаку. Німецький ас вів тоді бій з бомбардувальниками Breguet і був збитий о 13:00 на південний захід від Суассона, через лічені хвилини після того як здобув свою останню, 15-ту перемогу.

## Нагороди
- Залізний хрест 2-го і 1-го класу
- Золотий хрест «За військові заслуги»